# Jan Breydel

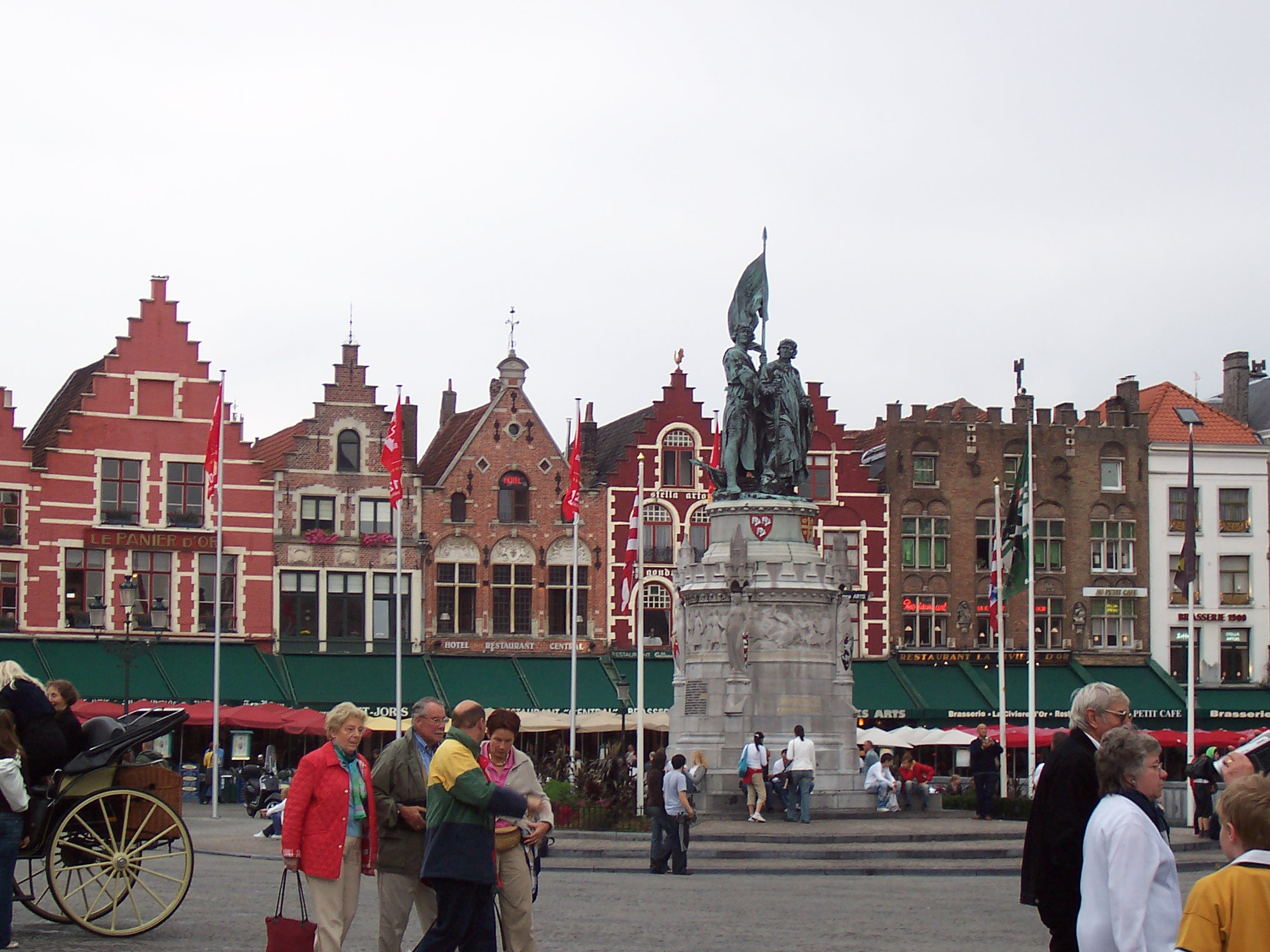
Standbeeld van Jan Breydel en Pieter de Coninck op de Grote Markt van Brugge

Jan Breydel (ca. 1275 – na 1339), oorspronkelijk Breidel, was een 14de-eeuwse Vlaamse vleeshouwer en verzetsstrijder uit Brugge. Dankzij onder meer Hendrik Consciences boek De leeuw van Vlaanderen is zijn rol uitvergroot en is hij uitgegroeid tot een icoon van Vlaamse strijd.

## Identificatie
Sinds eeuwen bestaat discussie onder historici over de identificatie van de echte Jan Breydel. Er leefden immers, in het begin van de veertiende eeuw, minstens vijf gelijknamige personen in Brugge. Er zijn er vooral twee die men in aanmerking heeft genomen om de held van 1302 te zijn.
De eerste was Jan Breydel zoon van Michiel. Vader en zoon waren brouwer, paardenhandelaar en actief in het stadsbestuur. Jan moet rond 1275 geboren zijn en tussen 1341 en 1350 overleden zijn. Hij was getrouwd met Clara van Hertsberghe en had minstens twee zoons, Jan en Jacob. Twee elementen wegen negatief in het nadeel om hem als dé Jan Breydel te herkennen:
- Hij was brouwer en behoorde niet tot het ambacht van de vleeshouwers. De gegevens die dateren uit het begin van de veertiende eeuw zijn nochtans formeel: Jan Breydel was vleeshouwer.
- Hij begon slechts aan het stedelijk cursus honorum vanaf de jaren 1320, wat toch erg laat is voor iemand die in 1302 tot de helden van het Brugse volk behoorde.

Het ging om een welbekende brouwersfamilie, waar talrijke generaties kunnen worden van nagetrokken. Ze hadden op hun wapenschild, eerst een en weldra drie paardenkoppen.
De tweede was Jan Breydel, zoon van Lauwers. Van hem en zijn vader heeft men zekerheid: zij behoorden tot het vleeshouwersambacht. Er wordt dan ook, mede op basis van de (weinige) beschikbare gegevens, deze Jan als de échte aangenomen. Van deze familie is er geen zekerheid dat er nog vele generaties nakomelingen waren. Ze droegen een van de andere familie verschillend wapenschild, namelijk wat men een "sprekend" wapen noemt, bestaande uit een en weldra drie breidels.

## Levensloop
Over Jan Breydel, zoon van Lauwers, is weinig bekend. Noch zijn geboortedatum noch zijn sterfdatum zijn met zekerheid bekend. Zijn naam wordt in de kronieken ook vermeld als Jehans Breydel. Hij was een beenhouwer, maar werd nooit deken van het beenhouwersambacht van Brugge. Hij moet ten laatste tussen 1275 en 1280 geboren zijn, want anders kon hij onmogelijk als gezagvol volksleider optreden.
In 1301 zat hij wegens opstandig gedrag in de gevangenis, waaruit hij door een opstand bevrijd werd. In mei 1302 voerde hij, samen met de Brugse wever Pieter de Coninck, Willem van Gulik (kleinzoon van de graaf van Vlaanderen) en hospitaalridder Willem van Boenhem, een groep gewapende ambachtslieden uit Brugge aan die het kasteel van Male bestormden. Hij was er betrokken bij het uitmoorden van het Franse garnizoen van 12 man onder leiding van Michel du Mans en de aanwezige Leliaards, die er een toevlucht hadden gezocht. Hij vertrok er met een rijke buit. Op dezelfde dag hadden opstandelingen ook het kasteel van de heer van Sijsele geplunderd en in brand gestoken.
Mogelijk leidde Breydel samen met Pieter de Coninck de Brugse Metten, een opstand tegen Filips IV de Schone die leidde tot de Guldensporenslag, hoewel dit voor beiden twijfelachtig is. Twee weken voordien immers was Pieter de Coninck met de dood bedreigd geweest door sommige Bruggelingen en moest hij vluchten naar Zeeland. Hij kwam pas terug, samen met Willem van Gulik, op 23 mei 1302, dus ná de Brugse Metten van 18 mei, en werd nu triomfantelijk in Brugge ingehaald. Van Jan Breydel was er in de kronieken aangaande de gebeurtenis geen sprake.
Brugse stadsrekeningen tonen aan dat Jan Breydel op 8, 9 en 10 juli 1302 aanwezig was in Kortrijk, waar hij, zoals diverse andere beenhouwers, varkensvlees aan de troepen leverde. Op basis hiervan nemen sommigen aan dat hij op 11 juli ook daadwerkelijk heeft meegevochten in de Guldensporenslag. Anderen betwijfelen dit. Het Vlaamse leger bestond voor een groot deel uit ambachtslieden en boeren die in de mate van het mogelijke tijdens de maandenlange krijgstochten hun beroep verder uitoefenden om hun gezinnen te onderhouden.
Op een dag in november 1308 hielp Breydel samen met een tachtigtal Bruggelingen, onder wie een zoon van Pieter de Coninck, mee om de lekenbroeder Willem van Saeftinghe, die meegevochten had in de Guldensporenslag, te doen ontsnappen uit de handen van de vrienden van de abt van de abdij Ter Doest, die hem belegerden in de kerk van Lissewege, waar hij zich had verschanst in de toren. Willem van Saeftinghe had die Fransgezinde abt dodelijk verwond en de keldermeester doodgeslagen tijdens een opstand van lekenbroeders.
Op 26 maart 1309 leidde Jan Breydel samen met Pieter de Coninck en Jan Heem een oproer in Brugge, gericht tegen de nadelige gevolgen van het vredesverdrag van Athis-sur-Orge (1305). Een maand eerder had Jan Breydel reeds Gilles de Clerck, een van de drie vervangers van de graaf van Vlaanderen, vermoord.
De rebelse Jan Breydel was getrouwd met Katelijne Berout, de dochter van beenhouwer Heinric Berout. Het echtpaar kreeg vijf kinderen: Jacob, Jan, Kerstine (kloosterzuster in Spermalie), Margriet en Agnete. Ook familieleden van Jan Breydel deden mee aan opstanden: zijn vader (of broer) Lauwers (ook beenhouwer), zijn schoonvader Heinric Berout en schoonbroer Clais Berout (ook beenhouwer) werden bestraft voor hun aandeel tijdens de opstand. Clais Berout was op 5 juli 1302 aanwezig in het Vlaamse legerkamp in Kortrijk en vocht bijgevolg zeer waarschijnlijk ook mee in de Guldensporenslag.
De overlijdensdatum van Jan Breydel, zoon van Lauwers, is te situeren na 1339.

## "De leeuw van Vlaanderen"
In latere eeuwen werden de daden van de Bruggelingen opgehemeld, zoals in de "Chronyke van Vlaenderen" uit 1728, met woorden als "vrydom", "Fransche slaevernye", "dwingelandye", "al vegtende te sterven". De "Jaer-boecken der stadt Brugge" uit 1738 en 1765 van Karel Frans Custis vermeldden eveneens Breydel en de Coninck die "Vlaenderen in sijne voorgaende privilegien te herstellen, ofte voor het vaderland vechtende met eere te sterven".
In 1790 schreef Pieter J. de Borchgrave een "Ode aen de Vryheid" waarin Jan Breydel en Pieter de Conink voorgesteld werden als nationale helden, dit op een ogenblik dat de Zuidelijke Nederlanden, tijdens de Brabantse Omwenteling, kortstondig onafhankelijk waren, terwijl een Charles Breydel pas als een held was gesneuveld.
In de 19de eeuw groeide Breydel door Hendrik Consciences boek De leeuw van Vlaanderen (1838) uit tot een held uit de vaderlandse geschiedenis, die een hoofdrol speelde gedurende de Guldensporenslag (ondanks het feit dat zijn aanwezigheid niet zeker is). De wijze waarop veel mensen zich Breydel voorstellen is gebaseerd op Consciences boek. Hij wordt er omschreven als een heldhaftige, maar opvliegende man die opkwam voor de rechten van de Vlamingen, minstens van de Bruggelingen. Dankzij Consciences levendige, maar geromantiseerde beschrijving, is Breydel uitgegroeid tot een van de bekendste Vlamingen, als gedeeltelijk historische en gedeeltelijk legendarische figuur. Hij is bij het grote publiek beter bekend dan zijn compagnon Pieter de Coninck, terwijl andere volksleiders uit dezelfde tijd, zoals bijvoorbeeld Jan Heem, bijna volledig onbekend zijn gebleven.
In 1867 werd in Brugge de "Breydelcommissie" opgericht met als doel fondsen in te zamelen voor het oprichten van een standbeeld van Jan Breydel en Pieter de Coninck op de Grote Markt. Men benoemde Hendrik Conscience tot erevoorzitter, maar de echte organisator was Julius Sabbe, omringd door een uitgebreid comité dat de meeste culturele verenigingen van Brugge groepeerde. Het door Paul De Vigne gemaakte beeld werd ingehuldigd in 1887.
Naar aanleiding van de aflevering van Het verhaal van Vlaanderen over de Guldensporenslag kwam Jan Breydel terug in de media. Dit omdat hij totaal niet besproken werd in de aflevering.
De reden dat Jan Breydel niet besproken is, is omdat de Jan Breydel uit de Leeuw van Vlaanderen nooit bestaan heeft en dat hij een eeuw later verzonnen werd. Zie verschillende bronnen 

## In hedendaagse herinnering
- Het stadion in Brugge waar de voetbalclubs Cercle Brugge en Club Brugge vanaf 1974 spelen, is naar hem genoemd.
- Een Belgische pakketboot uit 1909 werd naar Breydel genoemd: Jan Breydel.
- De mijnenveger M 906, behorende tot de Belgische zeemacht, kreeg de naam Breydel.
- Twee tanks in het Belgisch leger kregen de naam Breydel.
- Heel wat steden en gemeenten hebben een Jan Breidelstraat of -laan.

## In hedendaagse populaire cultuur
- Jan Breydel speelt een rol in het Piet Pienter en Bert Bibber-album De Tijdmachine.
- Hij wordt naar het heden geflitst met Barabas' teletijdmachine in het Suske en Wiske-album De Krimson-crisis.
- Wannes Van de Velde zingt over hem in zijn lied Mijn Mansarde, waarin hij zijn zolderkamertje prijst met de woorden "'t Schijnt dat Jan Breydel er nog sliep".
- Jan Breydel speelt een belangrijke rol in Hendrik Conscience' roman De leeuw van Vlaanderen en ook in de latere stripbewerking door Bob De Moor.
- In de Nero-stripverhalen is Jan Spier de laatste afstammeling van Jan Breydel.